# Capella de Sant Donat de Roeser
La Capella de Sant Donat de Roeser 1 (en luxemburguès: Donatuskapell zu Réiser; en francès: Chapelle Saint-Donat de Roeser) es troba al territori de la comuna de Roeser a Luxemburg, en un lloc anomenat Gaalgebierg, més concretament a prop de la N3, a mig camí entre Alzingen i Schlammestee.
La capella està dedicada a l'adoració de Maria, la Mare de Déu, i també a sant Donat. Data de 1995. i havien existit d'altres capelles en lloc seu almenys d'ençà el segle xvii.
El 14 d'agost de cada any, per la vigília de l'Assumpció, s'organitza una processó que va des de la capella de Roeser a través dels camps, en una missa en què el sacerdot beneeix els rams i plantes reunides pels creients als camps. La preparació i la benedicció del ram, el Krautwësch, és una tradició antiga de Luxemburg.